# Кинмон инцидент

Кинмон инцидент (Јап. 禁門の変 „Kinmon no Hen“) у преводу „Инцидент код забрањене капије“ или „Инцидент код царске капије“, позната и као Побуна код Хамагури капије (јап. 蛤御門の変 „Hamaguri Gomon no Hen“) био је војни сукоб између снага Токугава шогуната и самураја који подржавају соно џои идеје. Сукоб се десио 20. августа 1864. у Кјоту као део покушаја свргавања шогуна са власти.

## О сукобу
У време сукоба сматрало се да актуелни цар Јапана, Комеи симпатизира покрет Соно џои подржавајући потпуно друге ставове од шогуна и његове владе. Бојећи се да би сарадња са странцима довела Јапан у пропаст, самураји округа Чошу који су се међу првима побунили против актуелне власти организовали су се у намери да царску породицу врате на чело државе.
Снаге области Чошу запутиле су се у царску палату где су желеле лично да дођу пред цара али су их у томе спречиле снаге шогуната које их нису пропустиле кроз капију двора. Дошло је до сукоба а главну одбрану водиле су снаге округа Аизу и Сацума које су их надјачале и у броју и у опремљености. Током овог сукоба дошло је до великог пожара за које се сматра да је подметнут од стране Чошу побуњеника у тренуцима кад су схватили да ће изгубити почевши од резиденције породице Такацукаса. Пожар је прогутао много кућа које су у Кјоту тада прављене од дрвета и запаљивих материјала а до данашњих дана остало је непотврђено да ли су заиста побуњеници Чошу изазвали пожар и да ли је то био део њихове званичне стратегије (као диверзација) или се то десило у бесу због пораза.
Због овог сукоба Накајама Тадајасу који је био царски саветник за државна питања протеран је са двора зато што се сматрало да је имао удела у инциденту. Као одмазду за побуњеничко деловање шогунат организује Први поход на Чошу у септембру 1864. који се завршава без борбе кажњавањем организатора за Кинмон инцидет наређењем да изврше сепуку.